# 北村宏司
北村 宏司（きたむら ひろし、1980年7月24日 - ）は日本中央競馬会 (JRA) の美浦所属の騎手である。

## 来歴
長野県須坂市南原町出身。父が国体の出場経験もある馬術の選手で自宅近くの厩舎に馬が飼われており、幼いころから乗っていた。中学2年の時に東京競馬場に行ったのを機に騎手を目指す。
競馬学校騎手課程15期生で、1999年に藤沢和雄厩舎所属として騎手デビュー。同期は高田潤、武英智、二本柳壮。競馬学校時代にはアイルランド大使特別賞を受賞した。
1999年3月6日、中京競馬4Rでイブキアーンドランに騎乗し、デビュー。16頭立ての16着に終わった。3月14日の中山競馬2Rでタイキコンコルドに騎乗し、JRA初勝利を挙げた。最終的に年間37勝を挙げ、JRA賞(最多勝利新人騎手)を獲得。
2000年1月30日、東京新聞杯で単勝7番人気のダイワカーリアンに騎乗し、重賞初勝利を果たした。5月7日のNHKマイルカップでマイネルブライアンに騎乗し、G1初騎乗。5月28日には同馬で日本ダービー初騎乗を果たした(結果は18着)。8、9月にはダイワテキサスで関屋記念、新潟記念、ダイワルージュで新潟3歳Sと重賞を立て続けに勝利した。前年を上回る年間38勝を挙げた。
2006年5月14日、ヴィクトリアマイルでダンスインザムードに騎乗し、勝利。自身初のGIタイトルを手にした。同時にヴィクトリアマイルの初代優勝騎手となる。自己最多となる79勝を挙げた。
しかし、87勝を挙げた2009年を除き、2007年以降は70勝に届かない年が続いた。2011年1月1日、所属していた藤沢和雄厩舎を離れ、フリーとなった。
2013年1月12日、史上26人目となるJRA通算10000回騎乗を達成。デビューから13年10ヶ月7日での達成は歴代最速であった。なお、この記録は2021年8月22日に三浦皇成によって更新されている。12月27日、自身初の年間100勝を達成した。
2014年3月10日、JRA通算1000勝を達成した。11月2日の天皇賞・秋でスピルバーグに騎乗し、勝利。8年ぶり2度目のG1勝利となった。11月9日、アルゼンチン共和国杯をフェイムゲームで勝利。2年連続の年間100勝を達成した。12月27日には史上2人目のJRA年間1000回騎乗を達成(1人目は幸英明)。最終的に117勝を挙げ、自己最高となる全国リーディング5位をマークした。
2015年1月4日、JRA通算1100勝を達成した。2月15日には、東京1Rで、ヴァッハウに騎乗し、史上23人目・現役17人目のJRA通算12000回騎乗を達成した。デビューから「15年11か月10日」、年齢「34歳6か月23日」は幸英明の「17年3か月8日」、「35歳5か月1日」を更新する史上最速、最年少の記録となった。6月17日、プリンスオブウェールズSに出走するスピルバーグの調教を付けるため、イギリスへ渡航。アスコット競馬場でリアルトラに騎乗（結果は14着）。海外初騎乗となった。10月25日、菊花賞でキタサンブラックに騎乗し勝利。人馬ともにクラシック初制覇を果たした。12月5日の中山競馬2Rで左膝関節捻挫を発症し、長期休養に入った。27日の有馬記念で騎乗予定だったキタサンブラックも乗り替わりとなる。
2016年4月2日の中山競馬で4ヶ月ぶりに復帰したが、4月13日には左膝軟骨除去手術のため再休養を発表した。8月28日の新潟競馬で再復帰したが、年間24勝に留まった。
2017年9月24日、オールカマーをルージュバックで制し、2年ぶりに重賞を勝利した。
2018年8月12日、関屋記念をプリモシーンで勝利した。同レースでは3歳馬として22年ぶり、3歳牝馬としては31年ぶりの優勝となった。自身も関屋記念歴代最多タイの4勝目であった。
2019年3月2日、中山競馬1Rでタマノカイザーに騎乗した際に最後の直線コースでクリストフ・ルメールが騎乗するノワールムーティエの斜行により落馬。頭部外傷などの重傷を負い、5ヶ月の戦線離脱を余儀なくされた。8月3日の新潟競馬で復帰したが、怪我の影響で自己最低の年間20勝に留まり、2020年も42勝に終わった。
2020年3月21日、中山6Rで勝利したプレシオーソに騎乗したことで、史上15人目・現役12人目となるJRA通算15000回騎乗を達成した。
2021年5月22日、史上23人目となるJRA通算1400勝を達成した。6月20日、東京競馬11Rユニコーンステークスで騎乗したピンクカメハメハがレース中に急性心不全を発症、内ラチに激突して転倒したため落馬し、右足骨折の重傷を負った。同年11月5日の東京競馬で復帰。2022年1月15日の中山競馬11Rで復帰後初勝利を飾った。
2022年10月16日、東京12Rで、サーマルウインドに騎乗し、史上13人目、現役10人目のJRA通算16000回騎乗を達成。
2023年12月10日の阪神競馬11R、阪神ジュベナイルフィリーズにおいてアスコリピチェーノに騎乗し、2015年のキタサンブラックで勝利した菊花賞以来8年ぶりにG1制覇を達成した。
2025年2月16日、東京9Rでインスタキングに騎乗して、史上13人目、現役8人目となるJRA通算1万7000回騎乗を達成。

## 騎乗成績
|            | 日付          | 競走名             | 馬名               | 頭数 | 人気 | 着順 |
| ---------- | ------------- | ------------------ | ------------------ | ---- | ---- | ---- |
| 初騎乗     | 1999年3月6日  | 4歳未勝利          | イブキアーンドラン | 16   | 16   | 16着 |
| 初勝利     | 1999年3月14日 | 4歳未勝利          | タイキコンコルド   | 14   | 1    | 1着  |
| 重賞初騎乗 | 1999年4月25日 | NZT                | タイキトレジャー   | 18   | 6    | 3着  |
| 重賞初勝利 | 2000年1月30日 | 東京新聞杯         | ダイワカーリアン   | 16   | 7    | 1着  |
| G1初騎乗   | 2000年5月7日  | NHKマイルカップ    | マイネルブライアン | 18   | 7    | 14着 |
| G1初勝利   | 2006年5月11日 | ヴィクトリアマイル | ダンスインザムード | 18   | 2    | 1着  |

| 年度   | 1着  | 2着  | 3着  | 騎乗数 | 勝率 | 連対率 | 複勝率 | 備考 |
| ------ | ---- | ---- | ---- | ------ | ---- | ------ | ------ | --- |
| 1999年 | 37   | 25   | 25   | 363    | .101 | .171   | .240   | JRA賞（最多勝利新人騎手） 最多勝利新人騎手賞 フェアプレー賞（関東） 民放競馬記者クラブ賞（関東新人騎手賞） |
| 2000年 | 38   | 40   | 46   | 592    | .064 | .132   | .209   | |
| 2001年 | 54   | 52   | 55   | 652    | .083 | .163   | .247   | |
| 2002年 | 41   | 62   | 53   | 596    | .063 | .173   | .262   | |
| 2003年 | 78   | 56   | 72   | 690    | .113 | .194   | .299   | |
| 2004年 | 65   | 55   | 59   | 745    | .087 | .161   | .240   | |
| 2005年 | 59   | 63   | 45   | 740    | .080 | .165   | .226   | |
| 2006年 | 79   | 72   | 66   | 842    | .094 | .179   | .258   | |
| 2007年 | 61   | 76   | 72   | 821    | .074 | .167   | .255   | |
| 2008年 | 55   | 40   | 35   | 513    | .107 | .185   | .253   | フェアプレー賞（関東）                                                                                     |
| 2009年 | 87   | 77   | 57   | 828    | .105 | .198   | .267   | |
| 2010年 | 60   | 80   | 64   | 878    | .068 | .159   | .232   | |
| 2011年 | 78   | 77   | 63   | 815    | .096 | .190   | .267   | |
| 2012年 | 88   | 90   | 95   | 904    | .097 | .197   | .302   | |
| 2013年 | 101  | 85   | 83   | 898    | .112 | .207   | .300   | |
| 2014年 | 117  | 123  | 109  | 1016   | .115 | .236   | .344   | 優秀騎手賞5位                                                                                              |
| 2015年 | 76   | 67   | 60   | 754    | .101 | .190   | .269   | |
| 2016年 | 24   | 15   | 19   | 232    | .103 | .168   | .250   | |
| 2017年 | 60   | 67   | 45   | 778    | .077 | .163   | .221   | |
| 2018年 | 62   | 53   | 71   | 815    | .076 | .141   | .228   | |
| 2019年 | 20   | 34   | 34   | 379    | .053 | .142   | .232   | |
| 2020年 | 42   | 42   | 45   | 641    | .066 | .131   | .201   | |
| 2021年 | 22   | 23   | 28   | 348    | .063 | .129   | .210   | |
| 2022年 | 9    | 15   | 20   | 232    | .039 | .103   | .190   | |
| 2023年 | 39   | 28   | 45   | 510    | .081 | .131   | .220   | |
| 2024年 | 15   | 27   | 27   | 357    | .042 | .118   | .193   | |
| 中央   | 1467 | 1444 | 1393 | 16939  | .087 | .172   | .254   | |
| 地方   | 25   | 22   | 26   | 265    | .094 | .177   | .275   | |

出典：JRA騎手名鑑（累計成績は2024年12月29日現在）

## 重賞
中央競馬
- 2000年
  - 東京新聞杯 - ダイワカーリアン[1]
  - 関屋記念 - ダイワテキサス[1]
  - 新潟記念 - ダイワテキサス[1]
  - 新潟3歳ステークス - ダイワルージュ[1]
- 2004年
  - 共同通信杯 - マイネルデュプレ[1]
- 2005年
  - エプソムカップ - スズノマーチ[1]
  - セントライト記念 - キングストレイル[1]
- 2006年
  - 京成杯 - ジャリスコライト[1]
  - ヴィクトリアマイル - ダンスインザムード[1]
- 2007年
  - クイーンカップ - イクスキューズ[1]
  - 日経賞 - ネヴァブション[1]
- 2008年
  - セントライト記念 - ダイワワイルドボア[1]
- 2009年
  - ダイヤモンドステークス - モンテクリスエス[1]
  - エルムステークス - マチカネニホンバレ[1]
- 2010年[34]
  - 中山牝馬ステークス - ニシノブルームーン
  - 関屋記念 - レッツゴーキリシマ
  - レパードステークス - ミラクルレジェンド
- 2011年[35]
  - フィリーズレビュー - フレンチカクタス
- 2012年[36]
  - ステイヤーズステークス - トウカイトリック
- 2013年[37]
  - 関屋記念 - レッドスパーダ
  - セントライト記念 - ユールシンギング
- 2014年[38]
  - ダイヤモンドステークス - フェイムゲーム
  - フラワーカップ - バウンスシャッセ
  - 京王杯スプリングカップ - レッドスパーダ
  - 天皇賞・秋 - スピルバーグ
  - アルゼンチン共和国杯 - フェイムゲーム
- 2015年[39]
  - ダイヤモンドステークス - フェイムゲーム
  - スプリングステークス - キタサンブラック
  - セントライト記念 - キタサンブラック
  - 菊花賞 - キタサンブラック
- 2017年[40]
  - オールカマー - ルージュバック
- 2018年
  - 共同通信杯 - オウケンムーン
  - オーシャンステークス - キングハート
  - 関屋記念 - プリモシーン
- 2023年
  - 新潟2歳ステークス - アスコリピチェーノ
  - 新潟記念 - ノッキングポイント [41]
  - 阪神ジュベナイルフィリーズ - アスコリピチェーノ
- 2025年
  - 毎日杯 - ファンダム

地方競馬
- 2004年
  - 群馬記念 - ストロングブラッド
- 2021年
  - 北海道スプリントカップ - ヒロシゲゴールド

## 表彰・リーディング
表彰
- 1999年
  - JRA賞（最多勝利新人騎手賞） [1]
  - 最多勝利新人騎手賞 [1]
  - フェアプレー賞（関東）[1]
  - 民放競馬記者クラブ賞（関東新人騎手賞） [1]
- 2008年
  - フェアプレー賞（関東）[42]
- 2014年
  - 優秀騎手賞5位

開催リーディング
- 2012年
  - 夏の新潟競馬リーディング[43]
- 2015年
  - 夏の福島競馬リーディング[44]